# Ken Estin
Ken Estin est un scénariste et producteur de télévision américain.

## Filmographie

### Producteur
- 1981-1983 : Taxi (43 épisodes)
- 1984-1985 : Cheers (25 épisodes)
- 1984 : Shaping Up (5 épisodes)
- 1987 : The Tortellis (13 épisodes)
- 1987-1989 : The Tracey Ullman Show (57 épisodes)
- 1991 : Flesh and Blood (12 épisodes)
- 1995-1996 : Minor Adjustments (en) (20 épisodes)
- 1996-1997 : Presque parfaite (10 épisodes)
- 2015 : Grounded

### Scénariste
- 1979-1983 : Taxi (20 épisodes)
- 1982-1985 : Cheers (5 épisodes)
- 1987 : The Tortellis (13 épisodes)
- 1987-1990 : The Tracey Ullman Show (80 épisodes)
- 1991 : Flesh and Blood (1 épisode)
- 1992 : Delta (3 épisodes)
- 1995 : The Office (1 épisode)
- 1995 : Minor Adjustments (en) (1 épisode)
- 1996 : Presque parfaite (2 épisodes)
- 2003 : Kid Notorious (1 épisode)